# موتيسية حادة الأوراق
موتيسية حادة الأوراق (الاسم العلمي:Mutisia acutifolia) هو نوع نباتي يتبع جنس الموتيسية من فصيلة النجمية.